# OnePlus X
Das OnePlus X ist ein von OnePlus hergestelltes Smartphone. Es wurde am 29. Oktober 2015 vorgestellt und wurde der Mittelklasse zugeordnet.

## Vertrieb
Das Gerät konnte nur über die unternehmenseigene Webseite erworben werden. Die ersten drei Monate konnte man das Gerät nur mit einer Einladung (Invite) kaufen. Nach der Invite-Phase konnte es jeder auf der Webseite kaufen. Das OnePlus X wurde am 15. Juni 2016 abgesetzt.

## Technik

### Steckplätze
Das OnePlus X kann wahlweise mit zwei Nano-SIM-Karten oder mit einer Nano-SIM-Karte und einer microSD-Karte betrieben werden.

### Gehäuse und Design
Das OnePlus X besteht auf der Vorder- und Rückseite komplett aus Glas und wird von einem Metallrahmen ummantelt. Der Metallrahmen, in welchem auch die Antennenstreifen eingebaut sind, ist nicht glatt, sondern geriffelt. Man kann beim OnePlus X zusätzlich noch zwischen 5 Hüllen wählen.

## Software
Das OnePlus X wird mit OxygenOS 2.1.2 (basierend auf Android 5.1.1 „Lollipop“) ausgeliefert.
Am 4. August veröffentlichte OnePlus die OxygenOS Version 2.2.2 für das OnePlus X.
Am 28. September 2016 veröffentlichte OnePlus die OxygenOS Version 2.2.3 für das OnePlus X.
Am 1. Oktober 2016 veröffentlichte OnePlus die OxygenOS Version 3.1.3 für das OnePlus X.